# John Henry Birtles
John Henry Birtles (Moseley, Birmingham, West Midlands, 1874 - Birmingham, 4 de febrer de 1935) va ser un jugador de rugbi anglès que va competir a cavall del segle xix i el segle xx. El 1900 va prendre part en els Jocs Olímpics de París, on guanyà la medalla de plata en la competició de rugbi, com a integrant de l'equip Moseley Wanderers RFC, que exercia d'equip nacional en aquesta competició.